# Dermatologic Clinics
Dermatologic Clinics, abgekürzt Dermatol. Clin., ist eine wissenschaftliche Fachzeitschrift, die vom Elsevier-Verlag veröffentlicht wird. Die Zeitschrift erscheint mit vier Themenheften im Jahr, die jeweils ein klinisch-dermatologisches Thema mit mehreren Arbeiten darstellen.
Der Impact Factor lag im Jahr 2014 bei 1,690. Nach der Statistik des ISI Web of Knowledge wird das Journal mit diesem Impact Factor in der Kategorie Dermatologie an 26. Stelle von 63 Zeitschriften geführt.